# Erdem Özgenç
Erdem Özgenç (sinh 22 tháng 8 năm 1984) là một cầu thủ bóng đá Thổ Nhĩ Kỳ thi đấu ở vị trí hậu vệ phải cho câu lạc bộ Thổ Nhĩ Kỳ MKE Ankaragücü ở TFF First League. Anh ra mắt ở Süper Lig ngày 11 tháng 9 năm 2011.